# Amycus (geslacht)
Amycus is een geslacht van spinnen uit de familie springspinnen (Salticidae).

## Soorten
De volgende soorten zijn bij het geslacht ingedeeld:
- Amycus amrishi Makhan, 2006
- Amycus annulatus Simon, 1900
- Amycus ectypus Simon, 1900
- Amycus equulus Simon, 1900
- Amycus flavicomis Simon, 1900
- Amycus flavolineatus C. L. Koch, 1846
- Amycus igneus (Perty, 1833)
- Amycus lycosiformis Taczanowski, 1878
- Amycus pertyi Simon, 1900
- Amycus rufifrons Simon, 1900
- Amycus spectabilis C. L. Koch, 1846